# پیتر آترتون
سرهنگ پیتر آترتون (Peter Atherton) (زادهٔ ۱۲ آوریل ۱۷۰۴ – ۱۳ ژوئن ۱۷۶۴)، دهقان، سرباز و مقام دولتی با سابقه طولانی خدمت به عنوان قاضی و نماینده هاروارد، ماساچوست در قوه مقننه ماساچوست (۱۷۴۰ تا ۱۷۴۷ و ۱۷۶۴ میلادی) بود.

## اوایل زندگی
آترتون در ۱۷۰۵ میلادی در دهکده استیل ریور در استان خلیج ماساچوست زاده شد و جوان‌ترین فرزند جوشوا آترتون (۱۶۵۶ – ۱۷۲۱ میلادی) و مری گولیور (۱۶۵۹ – ۱۷۵۴ میلادی) بود.: 52  پدربزرگ وی جیمز آترتون در دهه ۱۶۳۰ میلادی از انگلستان به آمریکا آمده و تحت گروهان سروان جان وتینگز خدمت کرد تا اینکه در نهایت به یکی از بنیان‌گذاران لنکستر، ماساچوست مبدل شد.
پدر وی در نبرد شاه فیلیپ یک سرباز بود که تحت فرماندهی سروان دینل هیچمن (۱۶۲۳ – ۱۶۸۵ میلادی) اهل بوستون خدمت کرد، او در ۱۶۸۷ میلادی به لنکسر، ماساچوست بازگشت، در دهکده استیل ریور که در آن زمان بخشی از لنکستر بود ساکن شد و یک دهقان شد.: 52  او در آنجا یک خانه روستایی دو طبقه‌ای بزرگ ساخته و آنرا به رنگ سرخ رنگ کرد.
آترتون در مدرسه‌های محلی در شهرستان ووستر شرکت نموده و توسط روحانیون آموزش دید. او به عنوان یک دهقان بزرگ شد و شغل سودآور پدر خود که آهنگری بود را نیز دنبال کرد.

## حرفه
آترتون رهبر مستعمراتی قرن هجدهم ماساچوست بود. او که به لحاظ پیشه یک آهنگر بود، در نهایت یک دهقان و زمین‌دار موفق شد. تاریخ هاروارد (۱۸۹۳–۱۷۲۳) که توسط هنری اس. نورسی نوشته شده‌است، به آترتون و برادران وی بنجامین، جیمز، جان، جوزف و پسر عموی آنها سیمون به عنوان نخستین دادخواهان قطعه زمینی به مساحت ۱۱٬۴۳۰ آکر (۴٬۶۳۰ هکتار) در غرب رود ناشوا در ۱۷۳۱ میلادی اشاره می‌کند. از سایر برادران/خواهران وی یادآوری نشده‌است.: 57 
در نخستین جلسه شهری هاروارد در ۱۱ ژوئیه ۱۷۳۲، او به عنوان نخستین منشی شهر انتخاب شد. این شغل با مهارت وی سازگاری نداشت و او تنها برای هشت ماه در این سمت باقی ماند.: 419  پس از آن وی به عنوان یکی از بازرس‌های شهر هاروارد انتخاب شد، همان زمانی که ایلیزار داویس نیز بازرس شهر بود.: 112 
در ۱۷۴۰ میلادی، آترتون به عنوان نخستین نماینده هاروارد در قوه مقننه ماساچوست انتخاب شد. او نخستین انتخاب شهر نبود و پس از دیکون جوزف فیربانک نفر دوم بود، اما پس از اینکه فیربانک از پذیرفتن این سمت خودداری کرد، او به عنوان نماینده انتخاب شد.: 414  آترتون در نهایت برای هفت سال از شهر خود نمایندگی کرد. او دوبار برای کم‌توجهی به وظیفه خود جریمه شده و پس از انتخاب دانیل پرس به عنوان نماینده، دفتر خود را ترک کرد. کارهای اولیه او مانع انتخاب او از سوی شهر دو دهه بعد در ۱۷۶۴ میلادی، نشد.: 85 
وی همچنین در ۱۷۴۵ میلادی به عنوان قاضی صلح و در ۱۷۵۶ میلادی به عنوان قاضی شهر خدمت کرد.
آترتون در شبه‌نظامیان استعماری ماساچوست که در آن زمان یک سمت سیاسی به‌حساب می‌آمد خدمت نموده و تا درجه سرهنگ ترفیع نمود. قانون ماساچوست تمامی مردان توانمند را ملزم می‌نمود تا یک اسلحه گرم با خود داشته و به‌طور داوطلبانه در ارتش شهری که معروف به ملیشا بود شرکت نمایند، ارتشی که در کنار سربازان بریتانیایی می‌جنگیدند و با تهدیدهای ناشی از جنگ فرانسه و هندی‌ها در جریان اواسط دهه ۱۷۰۰ مقابله می‌کردند. او فرماندهی نخستین گروهان شهر هاروارد را بر عهده داشت، گروهان وی بخشی از هنگ دوم شبه‌نظامیان شهرستان ووستر، معروف به هنگ لنکستر بود. در جریان آن دوره، رسم معروف در میان سربازان این بود تا با خانواده‌های خود زندگی کنند، رسمی که در میان استعمارگران و همچنین مجلس قانون‌گذاری غیر مرسوم بود. موقف آترتون در این رابطه معلوم نیست. عدم پیروی از قانونی در نهایت باعث شد تا پارلمان بریتانیا قانون فراهم نمودن غذا و مکان برای سربازان را تصویب نماید تا روشی اعمال گردد که به نفع تاج و تخت بریتانیا باشد.
آترتون در آخرین سال زندگی خود بار دیگر عضو قوه مقننه ماساچوست شده و از شهر هاروارد نمایندگی کرد، اما او چندی بعد در هنگام وظیفه در ۱۷۶۴ میلادی درگذشت.

## زندگی شخصی
او در ۱۳ ژوئن ۱۷۲۸ با اکسپرینس رایت ازدواج کرد. رایت نوه ساموئل واردویل بود، نجاری که در ۱۶۹۲ میلادی متهم به افسونگری شده و در ویچ هیل در اندوور حلقه آویز شد. مادرزن وی مرسی رایت (۱۶۷۳ – ۱۷۵۴ میلادی) نیز یکجا با پدر خود به اتهام افسونگری به زنان افکنده شده بود، اما چندی بعد از زندان رها شده و با جان رایت ازدواج کرد.
آترتون سرپرستی کودکان برادر خود را زمانی که آنها در ۱۷۴۰ میلادی یتیم شدند، بر عهده گرفت. برادرزاده وی که نیز بنجامین نام داشت، در ۱۷۵۵ میلادی به عنوان ستوان وارد خدمت نظامی شده و در اخراج مردمان آکادین از مناطق که حالا استان‌های کرانه‌ای کانادا است، در جریان جنگ فرانسه و هندی‌ها، شرکت کرد. او در نیو نیوبرانزویک مسکن گزین شد.
دو پسر وی وارد کالج هاروارد شده و در رشته‌های حقوق و پزشکی آموزش دیدند. از میان چهارده فرزند وی، ده تن آنها قبل از وی وفات کردند.
مادر وی مری گولیور تا ۹۵ سالگی در قید حیات بوده و در ۱۷۵۴ میلادی درگذشت.: 85  ده سال بعد، آترتون در ۱۳ ژوئن ۱۷۶۴ زمانی که شصت سال عمر داشت و از شهر خود هاروارد در قوه مقننه ماساچوست نمایندگی می‌کرد، بر اثر بیماری التهام کیسه صفرا در کنکورد،: 415  ماساچوست درگذشت.: 9  او در قبرستان هاوارد سنتر به خاک سپرده شد. در ۱۹۲۱ میلادی، یکی از نوادگان وی مدحی را که در سنگ قبر وی حک شده بود، به زبان ساده چنین ترجمه کرد:
«آقای پیتر آترتون در جریان جلسه قوه مقننه که وی عضویت آنرا داشت، در سیزدهم ماه ژوئن سال هفده شصت و چهار، زمانی که شصت سال عمر داشت در شهر کنکورد چشم از جهان بست. اکسپرینس، همسر زندگی وی، در چهاردهم نوامبر سال هفده هفتاد و پنج، به عمر شصت و چهار سالگی، از دنیا رحلت کرد. اجساد آنها تنها در یک مقبره دفن شده‌است. این دو که در زندگی هم‌نشین هم بودند، آنها این دلخوشی را دارند پس از مرگ نیز از هم جدا نشوند، اگر در واقع دلخوشی در قبر وجود داشته باشد. این بنای یادبود در خاطره آنها بلند شده‌است و برای همیشه برای پسران و دختران فضیلت و دین، عزیز خواهد بود».
سنگ قبر به احتمال زیاد حدود ۱۲۰ سال قبل دوباره بازسازی شده‌است و حتی امروزه در ۲۰۲۱ میلادی قابل خواندن است.

## میراث
موفقیت آترتون در تجارت، به خانواده آنها شکوفایی به همراه داشت. خانه روستایی خانواده که توسط پدر وی ساخته شده بود، به بزرگترین پسر وی پیتر (۱۷۳۴ – ۱۷۸۴ میلادی) که از سال‌های ۱۷۷۴ تا ۱۷۸۴ به عنوان معاون شهردار هاروارد خدمت نموده و با دختر عموی خود ازدواج کرد، به میراث گذاشته شد. دو فرزند دیگر وی که زنده مانده بودند، خانه‌های خود را دور از هاروارد ساختند. پسر سومی وی جوشوا آترتون (۱۷۳۷ – ۱۸۰۹ میلادی) در رشته حقوق در کالج هاروارد آموزش دید و بنیاد سیاسی را که پدر وی در دهه ۱۷۴۰ میلادی گذاشت بود را توسعه بخشید. پسر وی جوشوا آترتون، در راستای ترتیب منشور حقوق ایالات متحده آمریکا همکاری نمود. پسر دهم وی، اسرائیل آترتون (۱۷۴۱ – ۱۸۲۲ میلادی) در کالج هاروارد پزشکی خواند و به عنوان پزشک شهرت با افتخاری برای خود کسب کرد و دختر وی مری (۱۷۵۳ – ۱۷۸۸ میلادی) که معروف به می‌رسی بود، با  ایفرایم مونروئی ازدواج کرد. بزرگترین دختر وی که زنده مانده بود، آزورباه (۱۷۳۰ – ۱۷۹۸ میلادی) با ایفرایم ویلارد ازدواج کرد.